# ایست بند (کارولینای شمالی)
ایست بند (به انگلیسی: East Bend) شهری در ایالت کارولینای شمالی کشور ایالات متحده آمریکا است که جمعیت آن در سرشماری سال ۲۰۱۰ میلادی، ۶۱۲ نفر بوده‌است.